# Luchthaven Enontekiö
Luchthaven Enontekiö (Enontekiön lentoasema) is een regionale luchthaven die zich circa 8 km ten westen van de Finse plaats Hetta in de gemeente Enontekiö bevindt. In 2010 handelde de luchthaven 16.023 passagiers af waarvan meer dan 90 procent afkomstig van chartervluchten. Flybe kent een lijndienst naar Luchthaven Helsinki-Vantaa. Het vliegvled kreeg in 2009 een nieuwe officiële naam "Enontekiö-Kautokeino Saami Airport" om een verwijzing te geven naar de streek waarin het ligt.